# Krzysztof Szumski
Krzysztof Tadeusz Szumski (ur. 11 maja 1944 w Pilźnie) – polski dyplomata specjalizujący się w stosunkach z państwami azjatyckimi; ambasador Rzeczypospolitej w Filipinach (1991–1993), Tajlandii (1993–1997), Indonezji (2000–2005), Chinach (2005–2009).

## Życiorys
Absolwent wydziału handlu zagranicznego Szkoły Głównej Planowania i Statystyki. Po ukończeniu studiów pracował na tym samym wydziale. Członek ZMS od 1960 i ZSP w latach 1962–1968. W PZPR od 1965. Od 1970 tajny współpracownik wywiadu PRL ps. „Tadeusz”. Od 1972 etatowy funkcjonariusz Departamentu I MSW. W latach 1973–1974 członek egzekutywy, a następnie I sekretarz Oddziałowej Organizacji Partyjnej PZPR słuchaczy Ośrodka Kształcenia Kadr Wywiadowczych w Starych Kiejkutach. W 2012 sąd apelacyjny w Warszawie prawomocnie uznał Szumskiego za kłamcę lustracyjnego.
W 1971 rozpoczął pracę Ministerstwie Spraw Zagranicznych, przechodząc kolejne szczeble kariery dyplomatycznej. W latach 80. pracował w ambasadzie PRL w Paryżu. Pełnił wiele funkcji kierowniczych, m.in. jako dyrektor departamentu konsularnego (1988–1991) odpowiadał za wprowadzenie instytucji konsulów honorowych. W czerwcu 1988 został powołany w skład Rady Ochrony Pamięci Walk i Męczeństwa (do 1990). W lutym 1989 wszedł w skład działającej przy Radzie Ochrony Pamięci Walk i Męczeństwa Komisji do spraw Upamiętnienia Ofiar Represji Okresu Stalinowskiego. 
W 1991 został ambasadorem w Filipinach, funkcję pełnił do zamknięcia placówki w Manili. Następnie kierował placówką w Bangkoku (1993–1997), później zaś był ambasadorem w Indonezji (2000–2005) i w ChRL (2005–2009).

## Odznaczenia
- Królewski tajski Order Słonia Białego I klasy[8]
- Krzyż Oficerski Orderu Odrodzenia Polski (2010)[9]